# Diadumenianus
Diadumenianus (latin: Marcus Opellius Antoninus Diadumenianus Augustus), född 14 september 208, död i juni 218 i Zeugma, var son till Macrinus och Nonia Celsa och var romarrikets kejsare en kort tid år 218. Efter Macrinus nederlag i slaget vid Antiochia den 8 juni 218 skulle han föras till den partiske kungen Artabanus IV:s hov för sin egen säkerhet, men tillfångatogs på vägen dit och avrättades.